# 加部島
加部島（かべしま）は、東松浦半島北部、唐津市呼子町の呼子港の沖約500mの玄界灘に位置する島。呼子大橋で本土側の呼子町殿ノ浦と結ばれている。佐賀県唐津市に属し、大字は唐津市呼子町加部島。

## 概要
- 面積 - 約2.68km2
- 人口 - 464人(2022年11月1日現在)　-　2010年の国勢調査では583人、同じく1995年では762人で、著しい減少傾向にある。

古くは「壁島」と呼ばれたことからも分かるように、呼子港の目の前にあり、玄界灘の荒波から港を守る天然の防波堤の役割を果たしている。島の分水嶺は大きく南に寄っており、最高峰の天童岳は南西部にある。
一方島の北側は台地状になっており、平坦な土地が広がる。地質は玄武岩質で、北部の海岸は柱状節理の海蝕崖となっている。
加部島と片島の2つの集落がある。ハマチの養殖、イカの水揚げといった漁業とともに農業も盛んで、稲、野菜類、柑橘類の栽培、肉牛の飼育が行われている。特産品として、甘夏（呼子甘夏）やそれを加工した甘夏ゼリーがある。
玄海国定公園に含まれている。
2009年には島の「防風垣が守る畑地景観」が朝日新聞社・森林文化協会の「にほんの里100選」に選定されている。
島の北部杉ノ原牧場内の6世紀初頭の前方後円墳「瓢塚古墳」は、日本武尊の子・稚武王の墓とする説がある。また、松浦古事記に記載があり、境内に松浦佐用姫伝説にまつわる佐用姫神社がある田島神社は、佐賀県内で最も古い神社とされ、遣唐使の時代に朝廷から特別な扱いを受けた歴史の島でもある。
また、江戸時代や明治時代までは一帯は「西海捕鯨場」と呼ばれる大規模な捕鯨場であり、多数のヒゲクジラ類が回遊していた。中でも加部島の周辺はとくに知られた猟場であったとされる。

## 交通
島の南部と本土の呼子町殿ノ浦との間に全長727mの呼子大橋が架かっている。唐津市呼子町内の国道204号上に呼子大橋への案内標識がある。
呼子大橋を通り、呼子市街地の呼子バスのりばと加部島を結ぶ昭和自動車の路線バス・乗合タクシーが運行されている。島内では呼子大橋のたもとと島の東側に停留所がある。加部島杉村から呼子までは約15分。呼子では唐津市中心部（唐津大手口バスセンター）と呼子を結ぶ昭和バスと接続している。

## 観光スポット
- 田島神社
- 佐用姫神社
- 風の見える丘公園
- 杉ノ原牧場

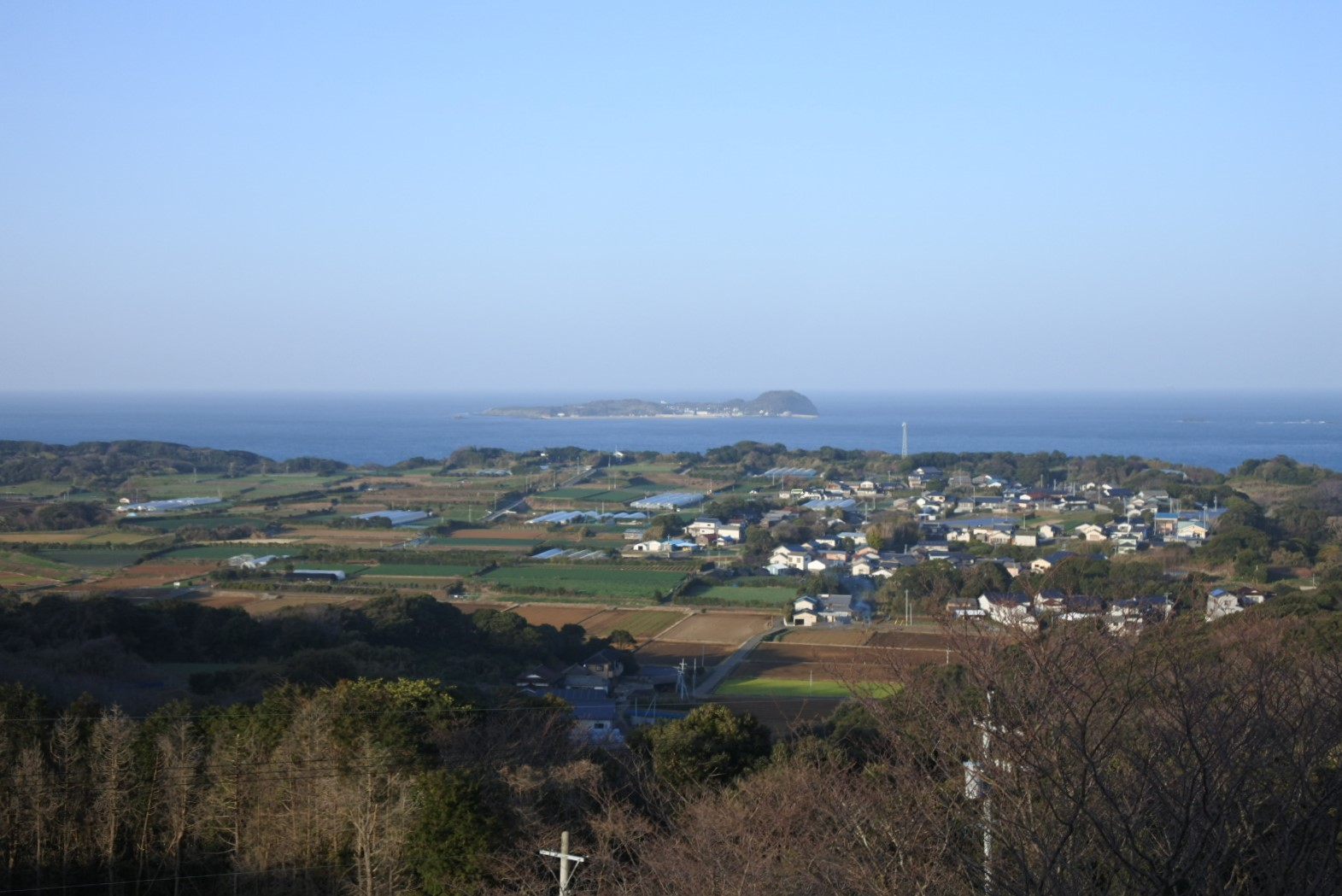
島北東部の遠景/風の見える丘公園から
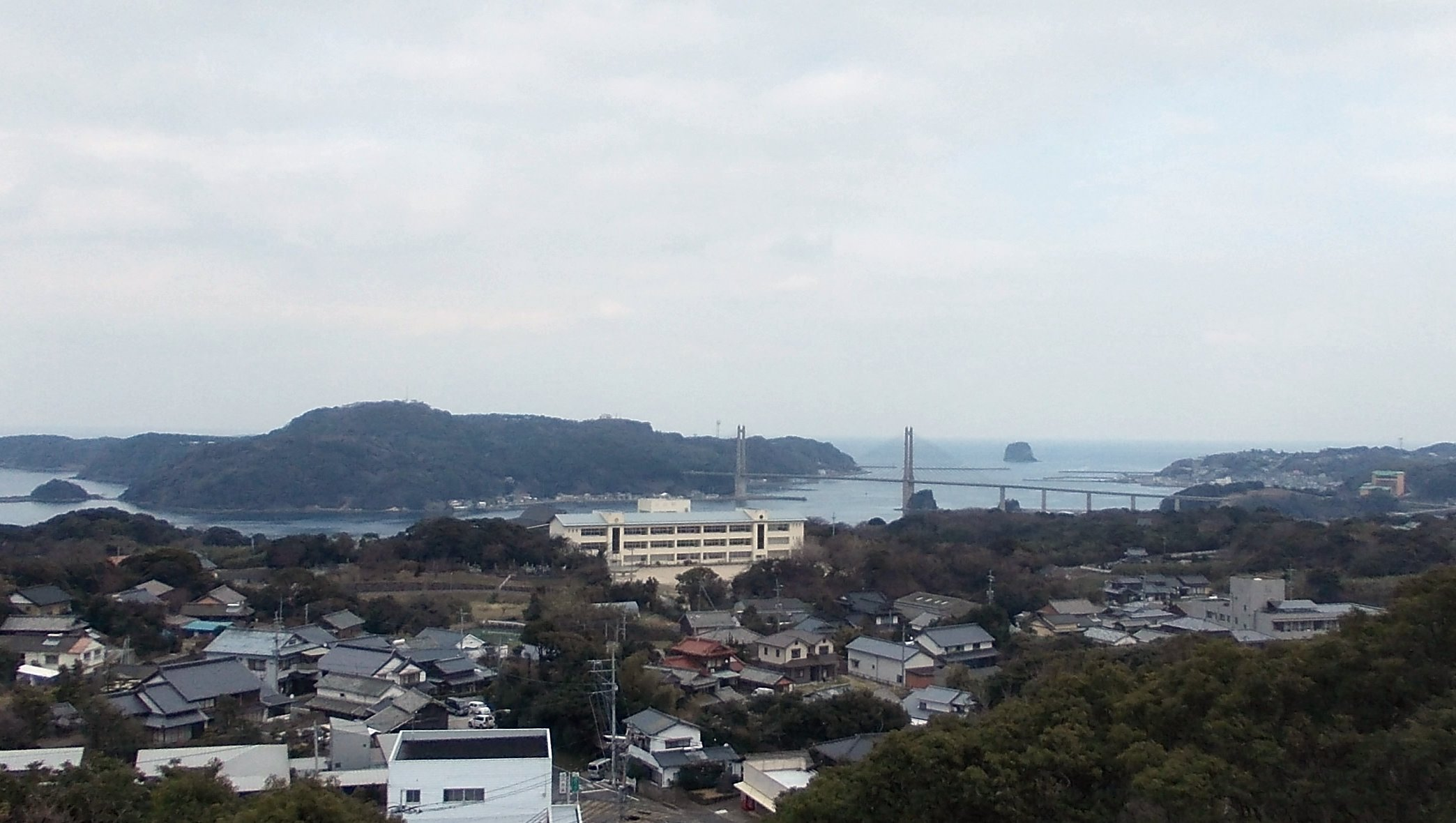
名護屋城跡から見た加部島と周囲の遠景
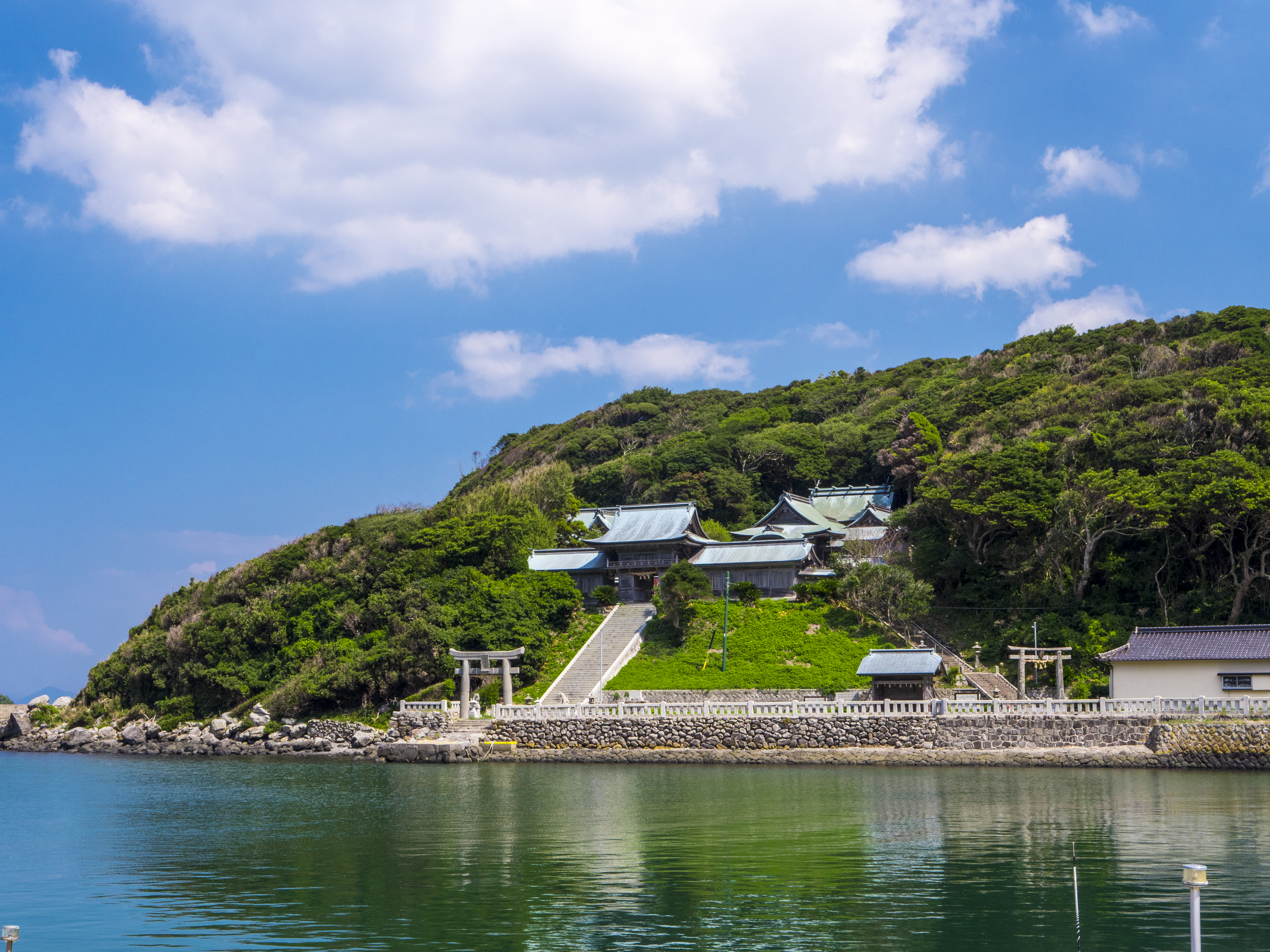
加部島漁港に面した田島神社
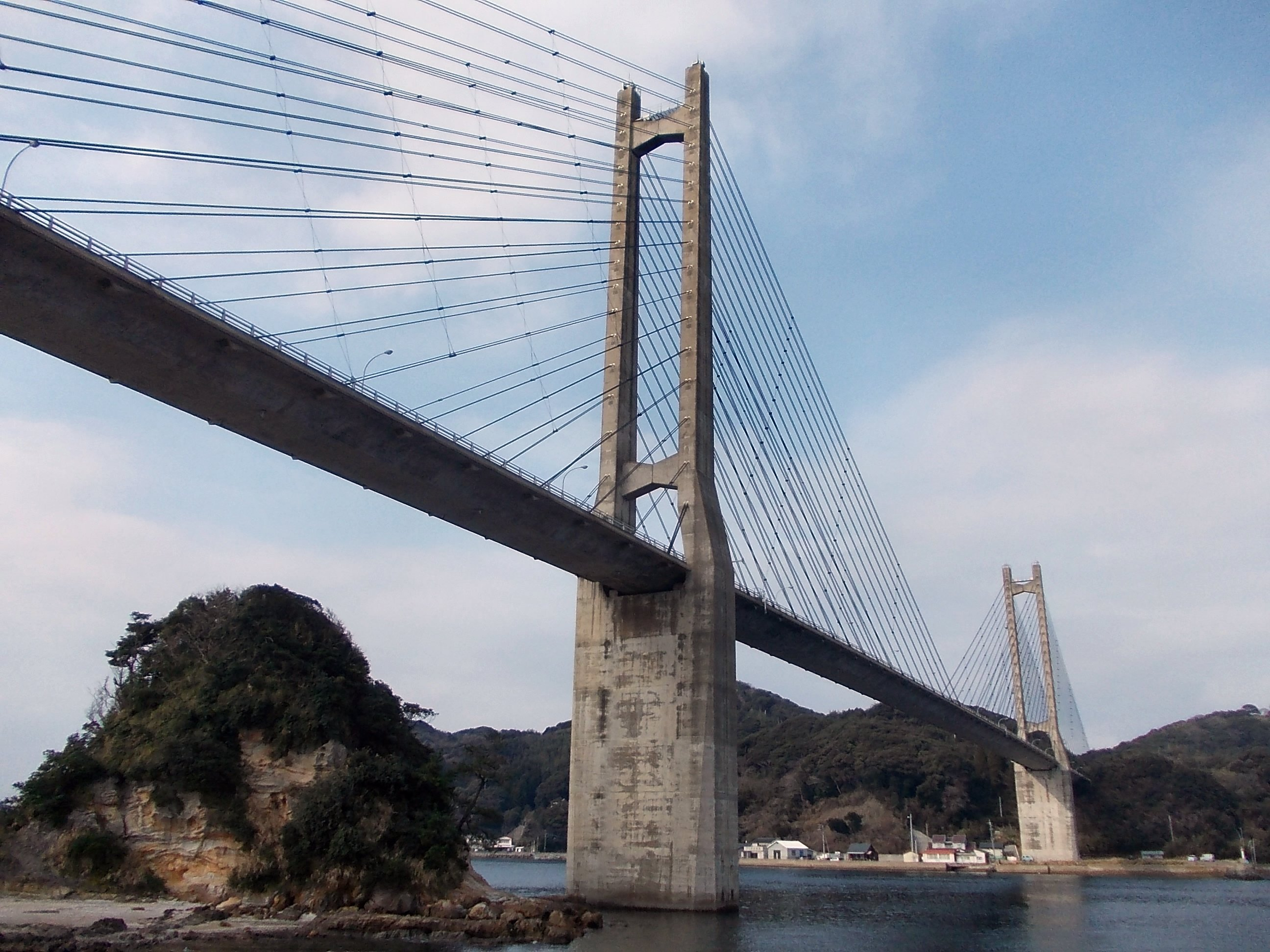
呼子側から見た呼子大橋と加部島の南部
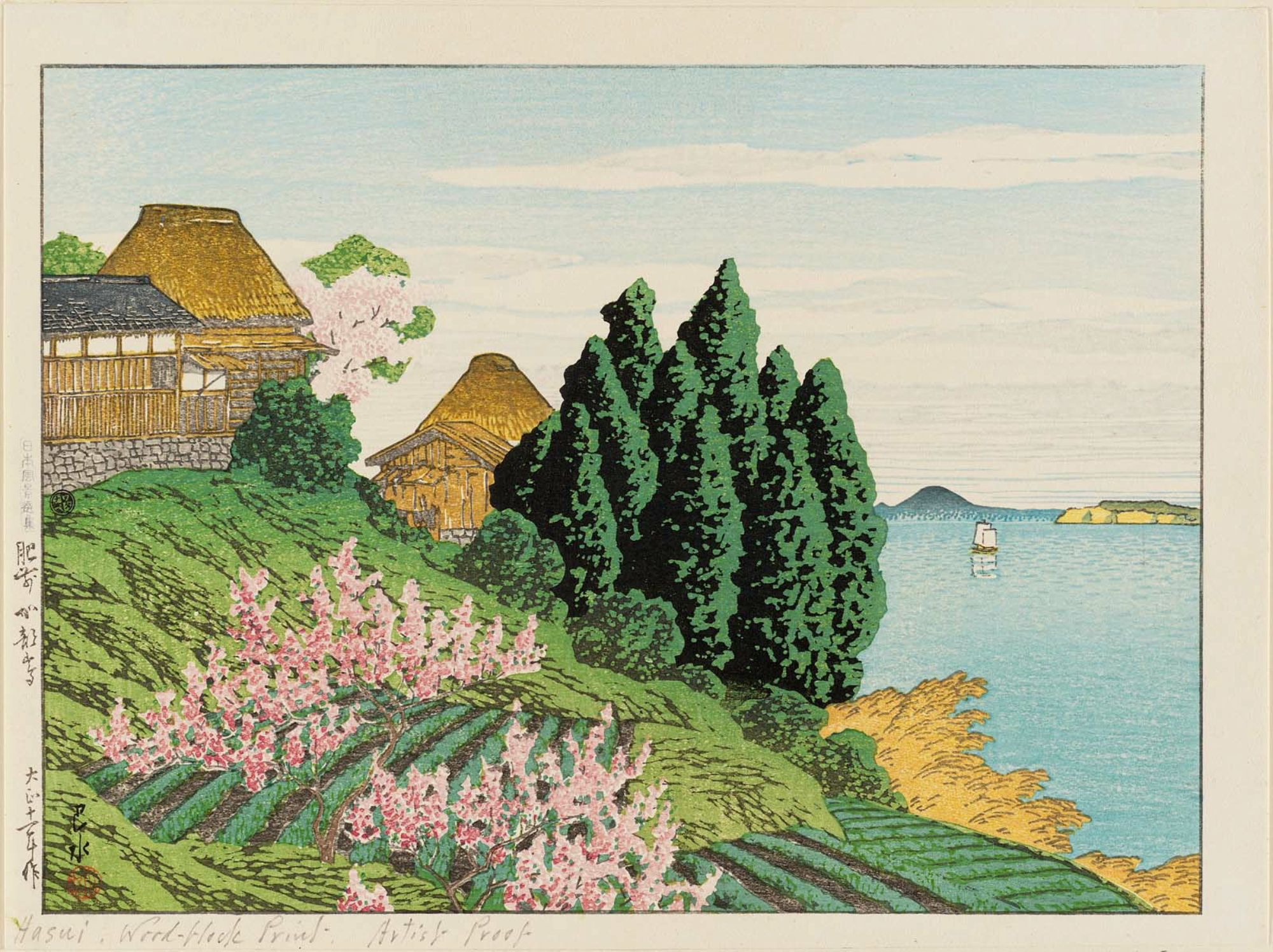
「日本風景選集」より『肥前 加部島』（木版画:川瀬巴水/1922年）